# Lupulella adustus
Lo sciacallo striato (Lupulella adustus) è un canide lupino originario dell'Africa centrale e meridionale.

## Descrizione

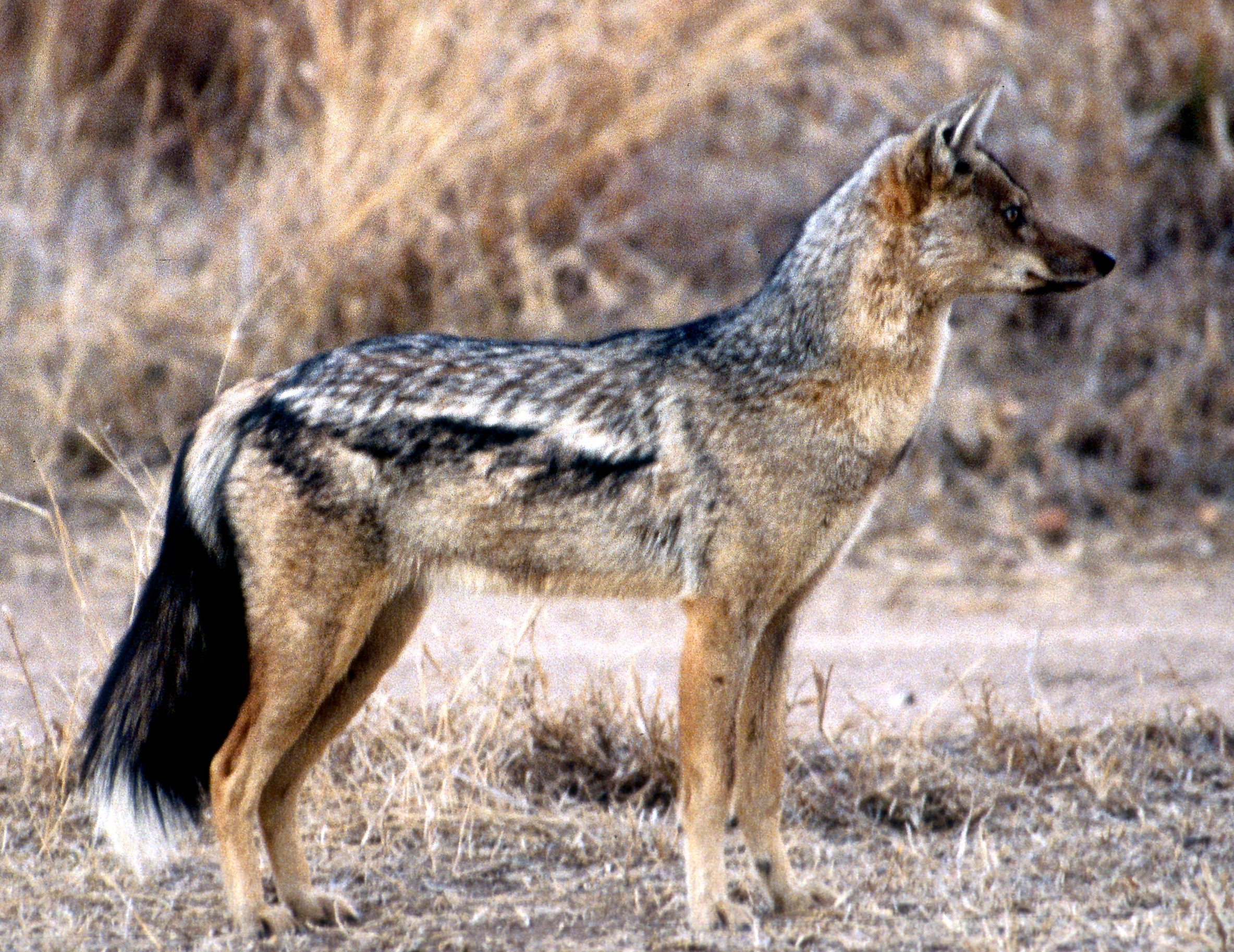

La colorazione dello sciacallo striato varia dal bruno grigiastro al marroncino, con una striscia bianca che va dalle zampe anteriori fino all'anca ed una coda scura con la punta bianca. Lo sciacallo striato può pesare tra i 6 ed i 13 kg. I maschi tendono ad essere più grandi delle femmine. Sono animali sociali che vivono in piccoli gruppi familiari, comunicando tra loro con guaiti, «grida» e versi simili a quelli del gufo. Sono notturni e sono raramente attivi durante il giorno.

## Distribuzione e habitat
Gli sciacalli striati vivono nelle aree boschive umide ai confini con praterie, macchie e paludi.

## Alimentazione
Si nutrono di frutta, insetti e piccoli mammiferi, come ratti e lepri, ed uccelli. Possono nutrirsi anche dei piccoli di animali più grandi, come facoceri e gazzelle. Seguono spesso i grandi felini per impadronirsi delle loro prede, ma non sono mai stati visti cacciare grosse prede da soli.

## Riproduzione
La stagione degli amori dipende dalla posizione geografica; ad esempio, in Africa meridionale comincia a giugno e termina in novembre. Gli sciacalli striati hanno un periodo di gestazione che varia tra i 57 ed i 70 giorni, dopo i quali la femmina mette al mondo tra i 3 ed i 6 piccoli. Raggiungono la maturità sessuale tra i 6 e gli 8 mesi di età e si allontanano dalla madre ad 11 mesi. Gli sciacalli striati sono tra le poche specie di mammiferi che si accoppiano sempre con lo stesso partner, formando coppie monogame.

## Tassonomia
Esistono sette sottospecie di sciacallo striato:
- L. a. adustus (che vive in Angola) – Sciacallo di Sundevall
- L. a. bweha (che vive in Africa orientale, Kisumu e Kenya)
- L. a. centralis (che vive in Camerun Africa centrale vicino al fiume Uham)
- L. a. grayi (che vive in Marocco e Tunisia)
- L. a. kaffensis (che vive nell'Etiopia sud-occidentale, nella regione di Kaffa) – Sciacallo di Kaffa
- L. a. laterals (che vive in Kenya nell'altopiano Uasin Gishu e nel Gabon del sud)
- L. a. notatus (che vive in Kenya, nella piana di Loita) – Sciacallo striato dell'Africa Orientale